# Análise de demonstrativos financeiros
Análise de Demonstrativos Financeiros é uma das técnicas de análises mais simples de aplicação e que, ao mesmo tempo, mais importante no que se refere a riqueza de informações é a análise horizontal e vertical.
As análises de empresas são baseadas em comparações, sejam elas efetuadas por índices passados ou mediante algum indicador setorial. No entanto, este processo se completa com valores afins obtidos de uma mesma demonstração financeira, e também, pela evolução dos montantes e de resultados absolutos ao longo do tempo, permitindo verificar-se tendências futuras e suas evoluções. Deste modo, comparações dos valores através do tempo e relacionais na mesma demonstração, são desenvolvidos, respectivamente, por análise horizontal e vertical.

## Análise Horizontal
A análise horizontal é obtida através de números-índices. Primeiramente é necessário estabelecer uma data-base. No exemplo utilizaremos o ano 20X1 como data-base que terá o valor índice 100. Para encontrarmos os valores dos próximos anos efetuamos a regra de três para cada ano, relacionado com a data-base. Para o ano 20X2 obtivemos o índice 173,0 (($397.900/$230.000)x100) e em 20X3 o índice 126,0 (($289.800/$230.000)x100).
Em outras palavras, as vendas líquidas cresceram 1,73 ou 73% e 1,26 ou 26% em 20X2 e 20X3, respectivamente, tomando como base os valores do ano 20X1. Com uma rápida análise podemos verificar que o aumento do lucro bruto no ano 20X2 (69%) não acompanhou o aumento das vendas (73%), denotando-se maior consumo dessas receitas pelos custos de produção. Porém, no ano 20X3 ocorre a situaçao inversa, ocorrendo evolução proporcionalmente maior do lucro bruto em relação às receitas.
Importante ressaltar que os valores para análise horizontal devem estar convertidos em uma mesma moeda, de forma a apurar os resultados reais.
Há outra maneira mais simplificada de se calcular a análise horizontal, seria pegando o valor do último ano no caso dividindo pelo ano anterior a ele e do resultado subtrai-se 1 e depois multiplicaria por 100, tendo assim o valor desejado.

## Análise Vertical
A análise vertical é um processo comparativo onde se extrai relacionamentos percentuais entre itens pertencentes a uma mesma demonstração financeira de um ano. A finalidade é dar uma ideia da representatividade de um item ou subgrupo de uma demonstração financeira relativamente a um determinado total ou subtotal tomado como base. Tomando como exemplo, obtemos os valores percentuais de cada item pelo ativo total que corresponde 100%:
No exemplo acima podemos verificar, a partir do ativo total da empresa, um decréscimo da participação relativa dos investimentos de curto prazo (Ativo circulante), que passaram a representar de 50% para 46% do ativo total em 20X2. De maneira inversa verificamos que aplicações de longo prazo (realizável e permanente) aumentaram suas participações relativas de um ano para o outro.
A análise vertical, apesar de poder ser utilizada para todas as Demonstrações Financeiras, ganha mais importância na utilização de Demonstração de Resultados (DRE), onde podemos expressar os vários itens em relação às vendas, brutas ou líquidas, e, dentro das despesas, representar cada uma delas em relação ao total de despesas.